# Caiuby
Caiuby Francisco da Silva est un footballeur brésilien, né le 14 juillet 1988 à São Paulo au Brésil. Il évolue au poste d'attaquant.

## Biographie
Le 14 février 2019, il est prêté pour six mois au Grasshopper Zurich.

## Palmarès

### Clubs
- Associação Ferroviária
  - Vainqueur de la Coupe de l'État de São Paulo en 2006.

- São Paulo FC
  - Vainqueur du Championnat Série A du Brésil en 2007.

- VfL Wolfsburg
  - Vainqueur du Championnat d'Allemagne en 2009.